# Molophilus (Austromolophilus) nurawordubununa
Molophilus (Austromolophilus) nurawordubununa is een tweevleugelige uit de familie steltmuggen (Limoniidae). De soort komt voor in het Australaziatisch gebied.